# 綜藝大國民
《綜藝大國民》是中華電視公司與東風衛視聯合打造的台灣大型綜藝節目，2010年6月19日起每星期六20:00播出。播出一段時間後收視率不如預期，因此調整主持人規模，由五人改為三人：孫協志、王仁甫、黃鐙輝退出，梁赫群接任。不過收視率仍無起色，因此2011年2月12日停播，改播韓國藝人演唱會集錦。

## 節目簡介
最空前絕後的黃金主持陣容‧千萬打造全球首創「高科技視覺系雙舞臺」 
週週海內外超級偶像藝人站台‧集集量身特別企劃
最震撼、最頂級的聲光視覺饗宴‧最獨家、最不一樣的名人偶像

## 主持人
- 第一代：吳宗憲、孫協志、王仁甫、汪東城、黃鐙輝：2010年6月19日~2010年12月18日
- 第二代：吳宗憲、梁赫群、汪東城：2010年12月25日~2011年1月29日

## 參加來賓
| 集數 | 首播日期 | 來賓 | 超級舞台                | 收視率 |
| 01   | 6月19日  | 彭晏、明道、辰亦儒、侯佩岑                                                                                | 蕭敬騰                  | 1.66   |
| 02   | 6月26日  | 小彬彬、迷你彬、小小彬、馬如龍                                                                            | 陳昇、康康              | 1.45   |
| 03   | 7月3日   | 洪天祥、張芸京、盧文錦、沈秀華                                                                            | (特別企劃)              | 1.34   |
| 04   | 7月10日  | 何潤東、郭品超、AK、 金友莊、葛曉潔、阿寶、寶弟                                                           | 高凌風                  | 1.16   |
| 05   | 7月17日  | 李鑼、小饅頭、馬如龍、黃聖雅                                                                              | 甄妮                    | 0.88   |
| 06   | 7月24日  | 周湯豪、郭采潔、東城衛、高凌風、葛曉潔、黃韻玲                                                            | 齊秦                    | 1.10   |
| 07   | 7月31日  | 周杰倫、羅志祥、蕭敬騰、姚明、林書豪、胡宇崴、彈頭、炎亞綸、寇家瑞、劉畊宏、姚元浩、柯有綸                | 蔡依林                  | 1.40   |
| 08   | 8月7日   | 蝴蝶姐姐、江家豪、張政雄、薛珮潔、吳珮琪、Fiona、阿布、艾成、唐禹哲、周蕙                                 | (國民同樂會)            | 1.40   |
| 09   | 8月14日  | 朴信惠、神木與瞳、梁文音、楊宗緯 (李毓芬、羅志祥、趙又廷、蔡依林、言承旭、蕭敬騰、楊丞琳、豬哥亮、蕭亞軒) | 超级星光LIVE秀          | 1.02   |
| 10   | 8月21日  | 郭鑫、薛珮潔、張政雄、邱渝晏、古德曼安雅、李炫佐、南西少女、侯佩岑、韓庚                                  | 帝國之子                | 1.24   |
| 11   | 8月28日  | 安心亞、蝴蝶姐姐、薛珮潔、張政雄、小葵、許亞琦、李譚家融                                                  | 橙子焦糖                | 1.92   |
| 12   | 9月4日   | 薛珮潔、張政雄、房思瑜、炎亞綸、小葵、是元介、(Five、KAT-TUN)                                             | 東城衛                  | 1.57   |
| 13   | 9月11日  | 薛珮潔、張政雄、李承諭、朱晴渝、Fiona、吳育仁、五熊、 (少女時代)                                          | 張信哲                  | 0.97   |
| 14   | 9月18日  | 謝東翰、黃柏芸、ANDY、Fiona、殷琦、小葵、胡宇崴、邵翔、古德曼安雅 (CNBLUE                                 | 飛輪海                  | 1.16   |
| 15   | 9月25日  | 薛珮潔、張政雄、賴薇如、是元介、朱柏翰、阿寶、邱于承、張勝豐、蔡依林、陳貞元、 (CNBLUE)                   | 林依晨                  | 1.05   |
| 16   | 10月2日  | 戴宇頡、漩漩、歐文、謝東翰、阿寶、小葵、中國娃娃、寇家瑞                                                  | CNBLUE                  | 1.37   |
| 17   | 10月9日  | 小葵、Fiona、小八、阮騏藝、彭若儀、林彥綸、米可白、巧巧、吳育仁、朴信惠、飛輪海                           | 張根碩                  |        |
| 18   | 10月16日 | 漩漩、彭若儀、戴宇頡、郝劭文、楊小黎、吳明諺、哲哲、Vivian                                                | 陳奕迅                  |        |
| 19   | 10月23日 | 飛輪海 | 劉德華                  |        |
| 20   | 10月30日 | 郭彥甫、阿寶、陳咨憲、歐文、古妮可、Ella、JR、戴宇頡、黃宇曛、阿布                                        | 蕭亞軒                  |        |
| 21   | 11月6日  | 五熊、巧克力、趙麗緹、赫比、鄧筠庭、哲哲、戴宇頡、小葵、藍波                                              | SHINee                  |        |
| 23   | 11月20日 | 鍾舒祺、張政雄、戴宇頡、邵庭、樂樂、林禹翔、SARAH、薛珮潔                                                 | 光良、曹格              |        |
| 24   | 11月27日 | 郭鑫、JR、戴宇頡、阿寶、昶宏、宇哲、Cherry、若儀、藍波                                                    | 草蜢                    |        |
| 25   | 12月4日  | 哲哲、小葵、戴宇頡、若儀、Cherry、葉復台、草蜢                                                            | 譚詠麟、Mr.樂團、林俊傑 |        |
| 26   | 12月11日 | 戴宇頡、牛奶妹、恩寶、漩漩、米可白、李翊、Fiona                                                           | (國民搜查線)            |        |
| 27   | 12月18日 | 牛奶妹、戴宇頡、若儀、Fiona、歐文、王心如、郭彥均、蕊蕊、白吉勝、Fool Moon樂團                            | 李玖哲、林育羣          |        |

## 節目單元

### 國民同樂會
不按牌理出牌的特企內容，給您最獨家、最不一樣的名人偶像！ 
每週邀請發燒人物、偶像名人等，由黃金五虎為其量身打造無法預期的內容，透過與黃金五虎的互動與火花，讓您與偶像名人零距離接觸，給您最真、最不一樣、最驚喜連連的偶像名人。 

### 我是第一名
向各行各業的台灣之光致敬！ 
發掘分享各行各業超級巨星與台灣之光，透過黃金五虎的親自體驗與挑戰，向這些傑出人物致敬，散播台灣各角落最動容的台灣精神！

### 超級舞台
最重量級與權威的流行音樂節目！ 
超華麗演唱會舞台‧大型LED環繞‧最震撼的聲光視覺特效 
不用出門也可以看天王天后演唱會！ 
海內外最TOP、最潮、最大牌歌手與偶像天團才能榮登的音樂殿堂--「超級舞台」！每集重金邀請海內外人氣歌手LIVE演唱，特製專屬內容，給您最獨家的演出！並斥資百萬大成本打造璀璨奪目的高科技虛實舞台，百吋大型ＬＥＤ環繞，針對每位歌手量身打造獨有的舞台場景與視覺特效，給您最頂級、最震撼、如臨演唱會現場的視覺聲光享受，保證讓您腎上腺素狂飆！尖叫指數大破表！！讓您不用出門就能欣賞場場精彩絕倫的演唱會實況。週週大牌熱唱不停歇，好音樂好聲音，零時差零距離，您專屬的ＶＩＰ演唱會「超級舞台」，不看太落伍！！

### 城市傳說
2010年7月24日推出的新單元

### 制服美女
2010年7月31日推出的新單元

### HELLO國民小學
2010年8月7日推出的新單元
- 老師吳宗憲、助教小小彬、阿寶

### 魔法學院
魔術師:粘不利多、方地魔

### 國民搜查線
| 播出日期       | A隊                          | B隊                            |
| 2010年12月11日 | 孫協志、王仁甫、佐藤麻衣     | 黃鐙輝、汪東城、蔡頤榛         |
| 2010年12月25日 | 吳宗憲、瑤瑤、巧巧、張克帆   | 梁赫群、小call、徐至琦、馬國賢 |
| 2011年1月1日   | 吳宗憲、汪東城、邵庭、洪棠   | 梁赫群、郭鑫、巧克力、黃景俐   |
| 2011年1月15日  | 吳宗憲、汪東城、五熊、蔡芷紜 | 梁赫群、Niki、Liz、郭彥均      |
| 2011年1月22日  | 吳宗憲、汪東城、殷琦、啾啾   | 梁赫群、JUNIOR、周曉涵、李妍瑾 |
| 2011年1月29日  | 吳宗憲、郭彥甫、Liz、薇如    | 梁赫群、梁正群、劉伊心、小蠻   |

### 戶外不准笑
| 播出日期       | 主持群                 | 參加來賓                             |  |
| 2011年12月25日 | 吳宗憲、梁赫群、汪東城 | 郭鑫、郭彥甫                         |  |
| 2011年1月1日   | 吳宗憲、梁赫群、汪東城 | 郭鑫、Gino、丫子                     |  |
| 2011年1月8日   | 吳宗憲、汪東城         | 郭鑫、阿達、李伯恩、丫子             |  |
| 2011年1月15日  | 吳宗憲、梁赫群         | 郭鑫、民雄、小白、瑤瑤、張峰奇       |  |
| 2011年1月22日  | 吳宗憲、梁赫群         | 郭彥均、張克帆、郭鑫、蘿莉塔、徐小可 |  |
| 2011年1月29日  | 吳宗憲、梁赫群         | 郭彥均、包偉銘、郭彥甫、丫子         |  |

## 特別企劃

### 2010年姚明慈善籃球賽
2010年7月31日推出的特別企劃。
- 我愛紅娘隊：由羅志祥領軍，隊員寇家瑞、炎亞綸、胡宇崴、蕭敬騰。
- 周杰白隊：由周杰倫領軍，隊員劉畊宏、姚元浩、柯有綸、彈頭。

## 電視節目的變遷
| 華視 星期六20:00～22:00          | 華視 星期六20:00～22:00          | 華視 星期六20:00～22:00 |
| -------------------------------- | -------------------------------- | ----------------------- |
|                                  | 綜藝大國民 2010.06.19-2011.01.29 |                         |
| 台灣真好康 2010.01.02-2010.06.12 | 韓流最大牌 2011.02.12-2011.4.30  |                         |
| 東風衛視 星期六18:00～20:00      |                                  |                         |
| —                                | 綜藝大國民 2010.06.26-？         | —                       |